# Monceau-le-Waast
Monceau-le-Waast es una comuna francesa situada en el departamento de Aisne, de la región de Alta Francia.

## Geografía
Está ubicada a 8 km al noreste de Laon.

## Demografía
| 311 | 303 | 284 | 291 | 259 | 230 | 239 | 212 |
| Para los censos de 1962 a 1999 la población legal corresponde a la población sin duplicidades (Fuente: INSEE [Consultar]) |     |     |     |     |     |     |     |